# 但願人長久 (鄧麗君歌曲)
《但願人長久》，華語經典歌曲。以北宋詞人蘇軾的詞《水調歌頭》為歌詞，在1983年時由梁弘志譜曲，由鄧麗君唱，收錄於專輯《淡淡幽情》。
1995年時，王菲向鄧麗君致敬時翻唱，此版本由Alex San編曲，收錄於專輯《菲靡靡之音》。
2004年，張學友在他的《活出生命LIVE演唱會》中再次演唱此曲，并於2007年將《水調歌頭》重新譜曲，保留原名和詞，另行創作了一首《但願人長久》，收錄于《在你身邊》專輯中。